# Yul Brynner
Yul Brynner (în rusă Юлий Борисович Бринер, transliterat: Iuli Borisovici Briner; n. 11 iulie 1920, Vladivostok, Republica din Orientul Îndepărtat – d. 10 octombrie 1985, New York City, New York, SUA) a fost un actor american de origine  elvețiană și rusă. A câștigat Premiul Oscar în 1956 pentru rolul din filmul Regele și eu.

## Filmografie

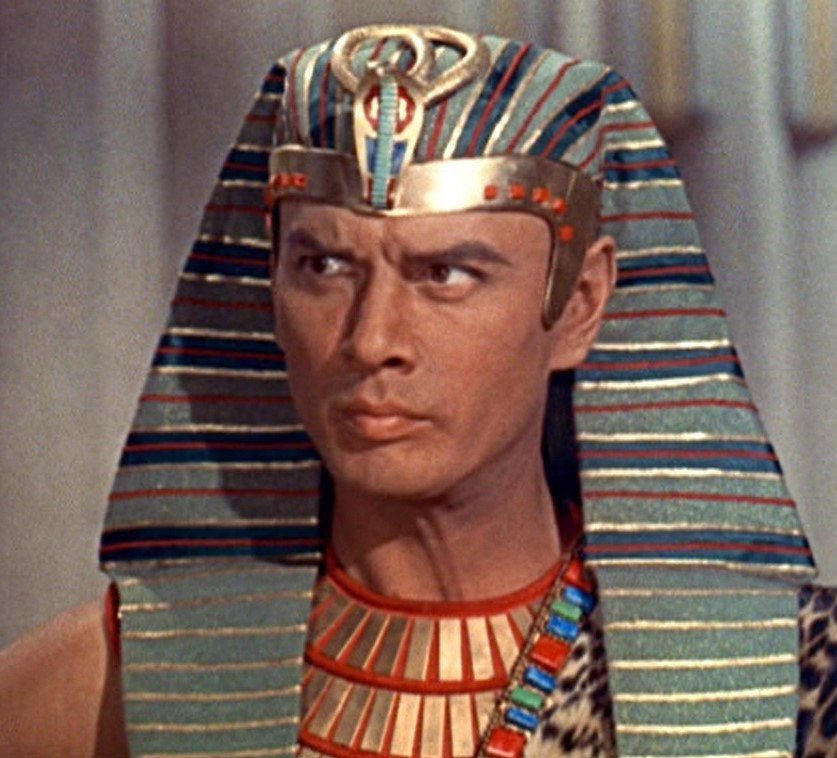
Yul Brynner în filmul „Cele Zece Porunci” (1956)

- 1956 Portul New Yorkului (Port of New York), regia Laslo Benedek
- 1956 Anastasia, regia Anatole Litvak
- 1956 Regele și eu (The King and I), regia Walter Lang, (Oscar - cel mai bun actor)
- 1956 Cele zece porunci (The Ten Commandments), regia Cecil B. DeMille
- 1958 Frații Karamazov (The Brothers Karamazov), regia Richard Brooks
- 1959 Solomon și regina din Saba (Solomon and Sheba), regia King Vidor
- 1959 Călătoria (The Journey), regia Anatole Litvak
- 1960 Cei șapte magnifici (The Magnificent Seven),regia John Sturges
- 1960 Încă odată, cu duioșie (Once More, with Feeling!), regia Stanley Donen
- 1960 Testamentul lui Orfeu (Le testament d’Orphée. Ou ne me demandez pas pourquoi), regia Jean Cocteau
- 1962 Evadatul din Zahrain (Escape from Zahrain), regia Ronald Neame
- 1962 Taras Bulba, regia J. Lee Thompson
- 1963 Regii soarelui (Kings of the Sun), regia J. Lee Thompson
- 1964 Pistolarul de la miezul nopții (Invitation to a Gunfighter), regia Richard Wilson
- 1964 Cei trei soldați ai aventurii (Flight from Ashiya), regia Michael Anderson
- 1965 Morituri, regia Bernhard Wicki
- 1966 Eddie Chapman agent secret (Triple Cross), regia Terence Young
- 1966 Întoarcerea celor șapte magnifici (Return of the Seven), regia Burt Kennedy
- 1966 Umbra unui uriaș (Cast a Giant Shadow), regia Melville Shavelson
- 1967 Duelul lung (The Long Duel), regia Ken Annakin
- 1969 Bătălia de pe Neretva (Bitka na Neretvi), regia Veljko Bulajic
- 1969 Nebuna din Chaillot (The Madwoman of Chaillot), regia Bryan Forbes
- 1970 Adio Sabata (Indio Black, sai che ti dico: Sei un gran figlio di...), regia Gianfranco Parolini
- 1971 Catlow, regia Sam Wanamaker
- 1971 Lumina de la capătul lumii (The Light at the Edge of the World), regia Kevin Billington
- 1971 Romanul unui hoț de cai (Romance of a Horsethief), regia Abraham Polonsky
- 1973 Lumea roboților (Westworld), regia Michael Crichton
- 1973 Zbor de noapte spre Moscova (Le Serpent), regia Henri Verneuil
- 1976 Death Rage, regia  Antonio Margheriti (ultimul rol de film)

## Legături externe
- Yul Brynner la Internet Movie Database
- en  Yul Brynner
- en  Yul Brynner: The Magnificent King